# Luis Perdomo (baseball, 1984)
Pour les articles homonymes, voir Luis Perdomo et Perdomo.
Luis Perdomo (né le 27 avril 1984 à San Cristóbal en République dominicaine) est un ancien lanceur droitier de la Ligue majeure de baseball. Il évolue en 2009 et 2010 pour les Padres de San Diego, puis en 2012 pour les Twins du Minnesota.
Il dispute 51 parties dans le baseball majeur, toutes comme lanceur de relève. En 78 manches lancées, il réussit 63 retraits sur des prises et sa moyenne de points mérités s'élève à 4,50. Il compte une victoire contre aucune défaite.